# ماکسیمیلیان راوب
ماکسیمیلیان راوب (انگلیسی: Maximilian Raub; ۱۳ آوریل ۱۹۲۶ – ۹ نوامبر ۲۰۱۹) قایقران کانو اهل اتریش بود.